# WrestleMania 25
WrestleMania 25 (или 25-летие WrestleMania, англ. The 25th Anniversary of WrestleMania) — двадцать пятая по счёту WrestleMania, PPV-шоу производства американского рестлинг-промоушна World Wrestling Entertainment (WWE). Шоу прошло 5 апреля 2009 года на стадионе «Релайант Стэдиум» в Хьюстоне, Техас, США. Это была вторая WrestleMania, проведенная в Хьюстоне; первой была WrestleMania X-Seven, которая состоялась в апреле 2001 года. Это также была последняя WrestleMania, на которой выступал бренд ECW.
На шоу состоялось восемь матчей. Финальный матч вечера, который стал главным матчем бренда Raw, представлял собой одиночный поединок, в котором Трипл Эйч победил Рэнди Ортона и сохранил титул чемпиона WWE. Главным матчем бренда SmackDown! стал матч «Тройной угроза» за звание чемпиона мира в тяжелом весе, в котором Джон Сина победил защищающего чемпиона Эджа и Биг Шоу и стал чемпионом.

## Результаты
| №                                                          | Матч | Тип матча                                                                                           | Время |
| ---------------------------------------------------------- | --- | --------------------------------------------------------------------------------------------------- | ----- |
| 1P                                                         | «Колоны» (Карлито и Примо) (WWE) победили Джона Моррисона и Миза (мировые)[a]                                                      | Командный матч с дровосеками за объединение титулов командных чемпионом WWE и мира                  | 08:00 |
| 2                                                          | Си Эм Панк победил Кейн, Марка Генри (с Тони Атласом), МВП, Шелтона Бенджамина, Кофи Кингстона, Кристиана и Финли (с Хорнсвогелем) | Матч Money in the Bank                                                                              | 14:30 |
| 3                                                          | Сантина Марелла победила, элиминировав Бет Феникс и Мелину[b]                                                                      | Матч Battle Royal «Мисс WrestleMania» с Мэй Янг в качестве специального приглашенного хронометриста | 7:30  |
| 4                                                          | Крис Джерико победил Родди Пайпера, Рики Стимбота и Джимми Снука (с Риком Флэром)                                                  | Матч на выбывание с гандикапом                                                                      | 8:30  |
| 5                                                          | Мэтт Харди победил Джеффа Харди | Матч по экстремальным правилам                                                                      | 13:33 |
| 6                                                          | Рей Мистерио победил Джона «Брэдшоу» Лэйфилда (c)                                                                                  | Одиночный матч за титул интерконтинентального чемпиона WWE                                          | 0:22  |
| 7                                                          | Гробовщик победил Шона Майклза | Одиночный матч                                                                                      | 30:30 |
| 8                                                          | Джон Сина победил Эджа (c) и Биг Шоу                                                                                               | Матч «Тройная угроза» за титул чемпиона мира в тяжелом весе                                         | 14:14 |
| 9                                                          | Трипл Эйч (c) победил Рэнди Ортона                                                                                                 | Одиночный матч за титул чемпиона WWE Если Triple H дисквалифицируют, Рэнди Ортон получит титул      | 24:24 |
| P — означает матч на пре-шоу (c) — чемпион на начало матча | | |       |

- a Лесорубы: Эван Борн, Пол Бёрчилл, Томми Дример, Голдаст, Великий Кали, Чарли Хаас, Курт Хоукинс, Грегори Хелмс, Иезекиил Джексон, Джей Ти Джи, Брайан Кендрик, Майк Нокс, Владимир Козлов, Джейми Ноубл, Ар-Труф, Уильям Ригал, Зак Райдер, Шад Гаспард, Джэк Сваггер, Jimmy Wang Yang и Дольф Зигглер.[11]
- b В поединке также участвовали: Алисия Фокс, Бри Белла, Ив Торрес, Гейл Ким, Jackie Gayda, Джиллиан Холл, Джой Джиованни, Кэтти Ли Бёрчил, Келли Келли, Лейла, Мария, Марис, Мишель МакКул, Микки Джеймс, Молли Холли, Наталья, Никки Белла, Роза Мендес, Санни, Тиффани, Торри Уилсон и Виктория.[12][13]

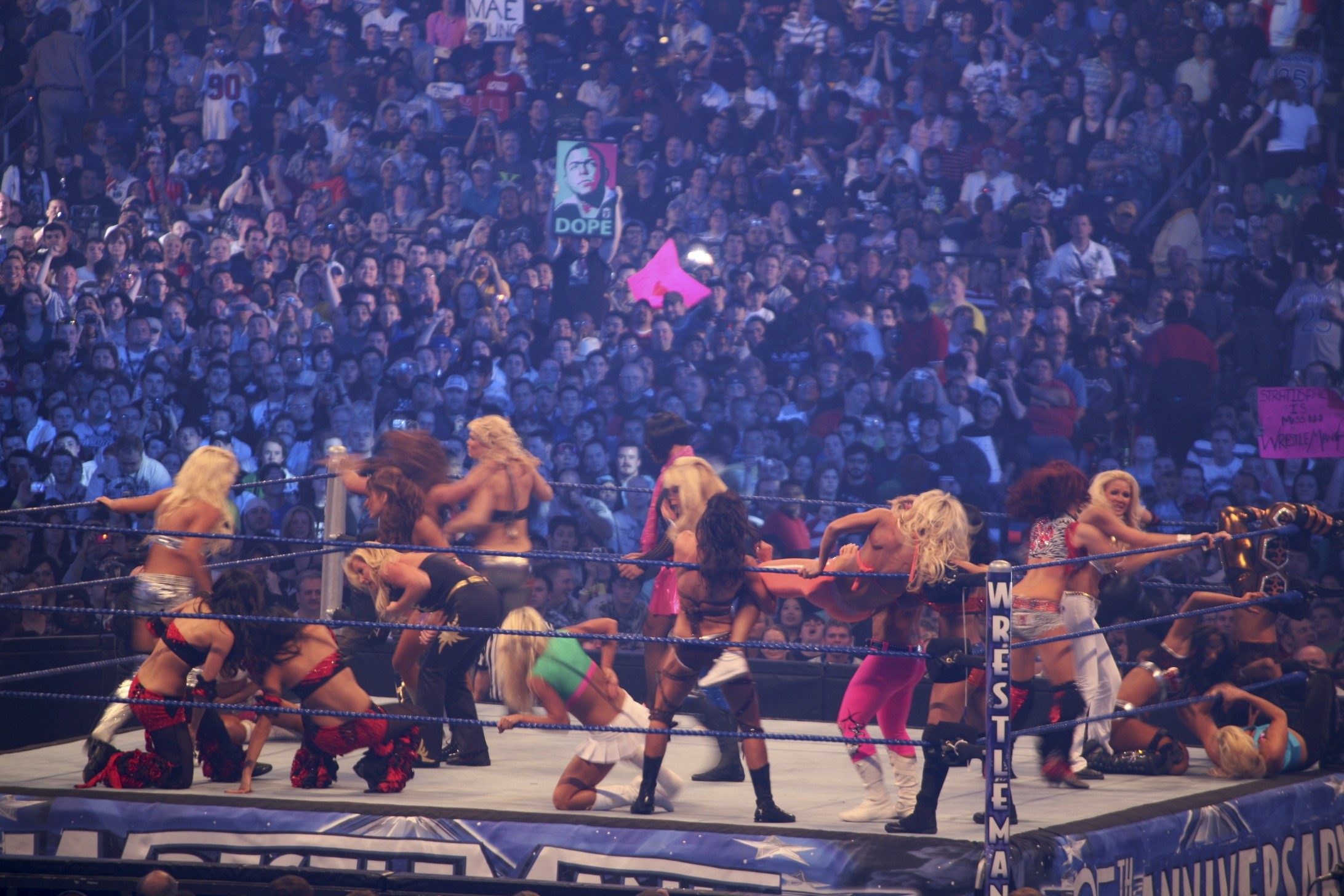

### Королевская битва Див
Красным ██ и «Raw» показаны Дивы бренда RAW, синим ██ и «SD» показаны SmackDown дивы, фиолетовым ██ и «ECW» показаны ECW дивы, белым — бывшие дивы WWE.
| Дива            | Бренд | № вылета | Рестлер, который выбил   |
| --------------- | ----- | -------- | ------------------------ |
| Алисия Фокс     | ECW   | 4        | Близняшки Белла          |
| Бет Феникс      | Raw   | 23       | Марелло                  |
| Бри Белла       | SD    | 19       | Феникс                   |
| Ив Торрес       | SD    | 11       | Феникс                   |
| Гейл Ким        | SD    | 9        | Холл                     |
| Джиллиан Холл   | Raw   | 10       | Ким                      |
| Джой Джиованни  | Past  | 2        | Торрес и Близняшки Белла |
| Кэти Ли Бёрчил  | ECW   | 16       | Феникс                   |
| Келли Келли     | Raw   | 13       | Феникс                   |
| Лейла           | Raw   | 1        | Близняшки Белла          |
| Мария           | SD    | 8        | Виктория                 |
| Марис           | SD    | 15       | Феникс                   |
| Мелина          | Raw   | 24       | Феникс                   |
| Мишель Маккул   | SD    | 22       | Джеймс                   |
| Микки Джеймс    | Raw   | 21       | МакКул                   |
| Мисс Джекки     | Past  | 7        | Близняшки Белла          |
| Молли Холли     | Past  | 14       | Феникс                   |
| Наталья         | SD    | 17       | Феникс                   |
| Никки Белла     | SD    | 20       | Феникс                   |
| Роза Мендес     | Raw   | 3        | Близняшки Белла          |
| Сантина Марелла | Raw   | —        | ПОБЕДИТЕЛЬ               |
| Санни           | Past  | 5        | Феникс                   |
| Тиффани         | ECW   | 12       | Феникс                   |
| Торри Уилсон    | Past  | 6        | Феникс                   |
| Виктория        | Past  | 18       | Близняшки Белла          |